# Liste der Kulturdenkmale in Erlenbach (Landkreis Heilbronn)
In der Liste der Kulturdenkmale in Erlenbach (Landkreis Heilbronn) sind Bau- und Kunstdenkmale der Gemeinde Erlenbach im Landkreis Heilbronn verzeichnet, die im „Verzeichnis der unbeweglichen Bau- und Kunstdenkmale und der zu prüfenden Objekte“ des Landesamts für Denkmalpflege Baden-Württemberg verzeichnet sind. Dieses Verzeichnis ist nicht öffentlich und kann nur bei „berechtigtem Interesse“ eingesehen werden. Die folgende Liste ist daher nicht vollständig.

## Kulturdenkmale der Gemeinde Erlenbach
Erlenbach besteht aus den ineinander übergehenden Ortsteilen Erlenbach (im Osten) und Binswangen (im Westen).

### Binswangen
Bau-, Kunst- und Kulturdenkmale in der Gemarkung von Binswangen:
| Bild           | Bezeichnung                                | Lage                                         | Datierung              | Beschreibung                          | ID |
| -------------- | ------------------------------------------ | -------------------------------------------- | ---------------------- | ------------------------------------- | -- |
|                | Kelter mit Büttenhäusern                   | Binswangen, Bei der Kelter 1-28 (Karte)      | 1574                   | Geschützt nach § 2 DSchG              | BW |
|                | Nebengebäude Engelgasse 8                  | Binswangen, Engelgasse 8 (Karte)             | Frühes 19. Jahrhundert | Erhaltenswertes historisches Gebäude  | BW |
|                | Hofanlage Hauptstraße 14                   | Binswangen, Hauptstraße 14 (Karte)           | 19./20. Jahrhundert    | Erhaltenswertes historisches Gebäude  | BW |
|                | Scheune Hauptstraße 16                     | Binswangen, Hauptstraße 16 (Karte)           | 19./20. Jahrhundert    | Erhaltenswertes historisches Gebäude  | BW |
|                | Wohnhaus Hauptstraße 24                    | Binswangen, Hauptstraße 24 (Karte)           | Frühes 20. Jahrhundert | Erhaltenswertes historisches Gebäude  | BW |
|                | Wohnhaus Hauptstraße 29                    | Binswangen, Hauptstraße 29 (Karte)           | 16. Jahrhundert        | Prüffall                              | BW |
|                | Ehemaliges Schul- und Rathaus              | Binswangen, Hauptstraße 33 (Karte)           | 1781                   | Erhaltenswertes historisches Gebäude  | BW |
|                | Hofanlage Hauptstraße 41                   | Binswangen, Hauptstraße 41 (Karte)           | 17./18. Jahrhundert    | Erhaltenswertes historisches Gebäude  | BW |
|                | Katholisches Pfarrhaus                     | Binswangen, Hauptstraße 42 (Karte)           | 1763                   | Geschützt nach § 2 DSchG              | BW |
|                | Bildstock Hauptstraße bei 42               | Binswangen, Hauptstraße bei 42 (Karte)       | 1745                   | Geschützt nach § 2 DSchG              | BW |
| Weitere Bilder | Katholische Pfarrkirche mit Kirchhof       | Binswangen, Hauptstraße 44 (Karte)           | 1818                   | Geschützt nach § 2 DSchG              |    |
|                | Wohnhaus Hauptstraße 50                    | Binswangen, Hauptstraße 50 (Karte)           | 18./19. Jahrhundert    | Erhaltenswertes historisches Gebäude  | BW |
|                | Hofanlage Hauptstraße 55                   | Binswangen, Hauptstraße 55 (Karte)           | 19./20. Jahrhundert    | Erhaltenswertes historisches Gebäude  | BW |
|                | Bildstock Hauptstraße bei 58               | Binswangen, Hauptstraße bei 58 (Karte)       | 1859                   | Erhaltenswertes historisches Gebäude  | BW |
|                | Hofanlage Hauptstraße 63, 63/2             | Binswangen, Hauptstraße 63, 63/2 (Karte)     | 18./19. Jahrhundert    | Prüffall                              | BW |
|                | Friedhofskreuz Hauptstraße                 | Binswangen, Hauptstraße (Karte)              | 18. Jahrhundert        | Geschützt nach § 2 DSchG              | BW |
|                | Altes Rathaus                              | Binswangen, Heilbronner Straße 1 (Karte)     | 1876                   | Erhaltenswertes historisches Gebäude  |    |
|                | Bildstock Heilbronner Straße bei 2         | Binswangen, Heilbronner Straße bei 2 (Karte) | 18. Jahrhundert        | Erhaltenswertes historisches Objekt   | BW |
|                | Gasthaus Heilbronner Straße 20             | Binswangen, Heilbronner Straße 20 (Karte)    | Frühes 20. Jahrhundert | Erhaltenswertes historisches Gebäude  | BW |
|                | Kapelle St. Wolfgang Heilbronner Straße 21 | Binswangen, Heilbronner Straße 21 (Karte)    | 1738                   | Geschützt nach § 28 DSchG             |    |
|                | Nordöstliche Ortslage                      | Binswangen (Karte)                           |                        | Erhaltenswerter historischer Ortsrand | BW |
|                | Südöstliche Ortslage                       | Binswangen (Karte)                           |                        | Erhaltenswerte historische Freifläche | BW |
|                | Mittelalterlicher Ortskern                 | Binswangen (Karte)                           |                        | Geschützt nach § 2 DSchG              | BW |

### Erlenbach
Bau-, Kunst- und Kulturdenkmale in der Gemarkung des Hauptortes Erlenbach:
| Bild           | Bezeichnung                                  | Lage                                         | Datierung                         | Beschreibung                                              | ID |
| -------------- | -------------------------------------------- | -------------------------------------------- | --------------------------------- | --------------------------------------------------------- | -- |
|                | Südlicher Abschnitt Bachweg                  | Erlenbach, Bachweg (Karte)                   |                                   | Erhaltenswerter historischer Straßenraum                  | BW |
|                | Fußweg Bachweg                               | Erlenbach, Bachweg (Karte)                   |                                   | Erhaltenswerter historischer Fußweg                       | BW |
|                | Wohnhaus Bachweg 4                           | Erlenbach, Bachweg 4 (Karte)                 | 1596                              | Prüffall                                                  | BW |
|                | Backhausweg                                  | Erlenbach, Backhausweg (Karte)               |                                   | Erhaltenswerter historischer Straßenraum                  | BW |
|                | Backhaus                                     | Erlenbach, Backhausweg 9 (Karte)             | 1837/38                           | Geschützt nach § 2 DSchG                                  | BW |
|                | Wohnhaus Backhausweg 18, 20                  | Erlenbach, Backhausweg 18, 20 (Karte)        | 17./18. Jahrhundert               | Erhaltenswertes historisches Gebäude                      | BW |
|                | Berggasse                                    | Erlenbach, Berggasse (Karte)                 |                                   | Erhaltenswerter historischer Straßenraum                  | BW |
|                | Scheune Berggasse 10                         | Erlenbach, Berggasse 10 (Karte)              | 18./19. Jahrhundert               | Erhaltenswertes historisches Gebäude                      | BW |
|                | Hofanlage Berggasse 15                       | Erlenbach, Berggasse 15 (Karte)              | 17. Jahrhundert                   | Geschützt nach § 2 DSchG                                  | BW |
|                | Scheune Berggasse 16                         | Erlenbach, Berggasse 16 (Karte)              | 17./18. Jahrhundert               | Erhaltenswertes historisches Gebäude                      | BW |
|                | Hofanlage Berggasse 17                       | Erlenbach, Berggasse 17 (Karte)              | 17. Jahrhundert                   | Geschützt nach § 2 DSchG                                  | BW |
|                | Hofanlage Berggasse 20                       | Erlenbach, Berggasse 20 (Karte)              | 17. Jahrhundert                   | Geschützt nach § 2 DSchG                                  | BW |
|                | Östlicher Abschnitt Friedensstraße           | Erlenbach, Friedensstraße (Karte)            |                                   | Erhaltenswerter historischer Straßenraum                  | BW |
|                | Ehemaliges Gasthaus „Lamm“                   | Erlenbach, Friedensstraße 2 (Karte)          | 1715                              | Geschützt nach § 2 DSchG                                  |    |
|                | Hofanlage Friedensstraße 5                   | Erlenbach, Friedensstraße 5 (Karte)          | 18. Jahrhundert                   | Erhaltenswertes historisches Gebäude                      | BW |
|                | Heiligenfigur und Hofanlage Friedensstraße 6 | Erlenbach, Friedensstraße 6 (Karte)          | 18./19. Jahrhundert               | Geschützt nach § 2 DSchG                                  | BW |
|                | Wohnhaus Friedensstraße 7                    | Erlenbach, Friedensstraße 7 (Karte)          | 15./16. Jahrhundert               | Geschützt nach § 2 DSchG                                  | BW |
|                | Wohnhaus Friedensstraße 9                    | Erlenbach, Friedensstraße 9 (Karte)          | 16./17. Jahrhundert               | Erhaltenswertes historisches Gebäude                      | BW |
|                | Scheune Friedensstraße 17                    | Erlenbach, Friedensstraße 17 (Karte)         | Spätes 19. Jahrhundert            | Erhaltenswertes historisches Gebäude                      | BW |
|                | Hofanlage Friedensstraße 21                  | Erlenbach, Friedensstraße 21 (Karte)         | 1876                              | Erhaltenswertes historisches Gebäude                      | BW |
|                | Westlicher Abschnitt Hafenweiler             | Erlenbach, Hafenweiler (Karte)               |                                   | Erhaltenswerter historischer Straßenraum                  | BW |
|                | Wohnhaus Hafenweiler 12                      | Erlenbach, Hafenweiler 12 (Karte)            | 18./19. Jahrhundert               | Erhaltenswertes historisches Gebäude                      | BW |
|                | Kirchgasse                                   | Erlenbach, Kirchgasse (Karte)                |                                   | Erhaltenswerter historischer Straßenraum                  | BW |
|                | Wohnhaus Kirchgasse 2                        | Erlenbach, Kirchgasse 2 (Karte)              | 1845                              | Erhaltenswertes historisches Gebäude                      | BW |
|                | Wohnhaus Kirchgasse 3                        | Erlenbach, Kirchgasse 3 (Karte)              | 16./17. Jahrhundert               | Geschützt nach § 2 DSchG                                  | BW |
|                | Hofanlage Kirchgasse 4                       | Erlenbach, Kirchgasse 4 (Karte)              | 17./18. Jahrhundert               | Erhaltenswertes historisches Gebäude                      | BW |
|                | Wohnhaus Kirchgasse 5                        | Erlenbach, Kirchgasse 5 (Karte)              | 1768                              | Geschützt nach § 2 DSchG                                  | BW |
|                | Wohnhaus Kirchgasse 9                        | Erlenbach, Kirchgasse 9 (Karte)              | Im Kern wohl 18. Jahrhundert      | Erhaltenswertes historisches Gebäude                      | BW |
|                | Wohnhaus Kirchgasse 11                       | Erlenbach, Kirchgasse 11 (Karte)             | Im Kern 17./18. Jahrhundert       | Erhaltenswertes historisches Gebäude                      | BW |
|                | Hofanlage Kirchgasse 13                      | Erlenbach, Kirchgasse 13 (Karte)             | 17./18. Jahrhundert               | Erhaltenswertes historisches Gebäude                      | BW |
|                | Hofanlage, Frühmesserhaus Kirchgasse 16      | Erlenbach, Kirchgasse 16 (Karte)             | 1803                              | Geschützt nach § 2 DSchG                                  | BW |
|                | Wohnhaus Kirchgasse 18                       | Erlenbach, Kirchgasse 18 (Karte)             | 18. Jahrhundert                   | Geschützt nach § 2 DSchG                                  | BW |
|                | Bildstock Kirchgasse bei 18                  | Erlenbach, Kirchgasse bei 18 (Karte)         | 1746                              | Geschützt nach § 2 DSchG                                  | BW |
| Weitere Bilder | Katholische Pfarrkirche mit Kirchhof         | Erlenbach, Kirchgasse 20 (Karte)             | 1753-1760                         | Geschützt nach § 28 DSchG                                 |    |
|                | Hofanlage Kirchgasse 21                      | Erlenbach, Kirchgasse 21 (Karte)             | 18./19. Jahrhundert               | Erhaltenswertes historisches Gebäude                      | BW |
|                | Ehemaliges Schulhaus                         | Erlenbach, Kirchgasse 22 (Karte)             | 1575                              | Geschützt nach § 2 DSchG                                  |    |
|                | Kirchbrunnen                                 | Erlenbach, Kirchgasse bei 22 (Karte)         | 18. Jahrhundert                   | Geschützt nach § 2 DSchG                                  |    |
|                | Südlicher Abschnitt Klingenstraße            | Erlenbach, Klingenstraße (Karte)             |                                   | Erhaltenswerter historischer Straßenraum                  | BW |
|                | Wohnhaus Klingenstraße 1                     | Erlenbach, Klingenstraße 1 (Karte)           | 17./18. Jahrhundert               | Geschützt nach § 2 DSchG                                  |    |
| Weitere Bilder | Rathaus Klingenstraße 2                      | Erlenbach, Klingenstraße 2 (Karte)           | 1698                              | Geschützt nach § 2 DSchG                                  |    |
|                | Wohnhaus Klingenstraße 4                     | Erlenbach, Klingenstraße 4 (Karte)           | 16./17. Jahrhundert               | Erhaltenswertes historisches Gebäude                      | BW |
|                | Wohnhaus Klingenstraße 5                     | Erlenbach, Klingenstraße 5 (Karte)           | 19. Jahrhundert                   | Erhaltenswertes historisches Gebäude                      | BW |
|                | Hofanlage Klingenstraße 27                   | Erlenbach, Klingenstraße 27 (Karte)          | 18./19. Jahrhundert               | Erhaltenswertes historisches Gebäude                      | BW |
|                | Wohnhaus Klingenstraße 29                    | Erlenbach, Klingenstraße 29 (Karte)          | 17./18. Jahrhundert               | Prüffall                                                  | BW |
|                | Hofanlage Klingenstraße 36                   | Erlenbach, Klingenstraße 36 (Karte)          | 17./18. Jahrhundert               | Erhaltenswertes historisches Gebäude                      | BW |
|                | Scheune Klingenstraße 40                     | Erlenbach, Klingenstraße 40 (Karte)          | 18./19. Jahrhundert               | Erhaltenswertes historisches Gebäude                      | BW |
|                | Scheune Klingenstraße 44                     | Erlenbach, Klingenstraße 44 (Karte)          | 18./19. Jahrhundert               | Erhaltenswertes historisches Gebäude                      | BW |
|                | Bildstock Klingenstraße bei 44               | Erlenbach, Klingenstraße bei 44 (Karte)      | 18. Jahrhundert.                  | Erhaltenswertes historisches Objekt                       | BW |
|                | Brunnen                                      | Erlenbach, Klingenstraße (Karte)             | Ursprünglich wohl 18. Jahrhundert | Erhaltenswertes historisches Objekt                       |    |
|                | Fußweg Kreuzweg                              | Erlenbach, Kreuzweg (Karte)                  |                                   | Erhaltenswerter historischer Fußweg                       | BW |
|                | Schanzweg                                    | Erlenbach, Schanzweg (Karte)                 |                                   | Erhaltenswerter historischer Straßenraum                  | BW |
|                | Ökonomiegebäude Schanzweg 6                  | Erlenbach, Schanzweg 6 (Karte)               | Spätes 19. Jahrhundert            | Erhaltenswertes historisches Gebäude                      | BW |
|                | Schulhaus Schanzweg 13                       | Erlenbach, Schanzweg 13 (Karte)              | 1874                              | Erhaltenswertes historisches Gebäude                      | BW |
|                | Bildstock Schanzweg bei 13                   | Erlenbach, Schanzweg bei 13 (Karte)          | 16. Jahrhundert                   | Erhaltenswertes historisches Objekt                       | BW |
|                | Östlicher Abschnitt Schulstraße              | Erlenbach, Schulstraße (Karte)               |                                   | Erhaltenswerter historischer Straßenraum                  | BW |
|                | Wohnhaus Schulstraße 1                       | Erlenbach, Schulstraße 1 (Karte)             | 18. Jahrhundert                   | Erhaltenswertes historisches Gebäude                      | BW |
|                | Wohnhaus Schulstraße 6,8                     | Erlenbach, Schulstraße 6,8 (Karte)           | 18. Jahrhundert                   | Erhaltenswertes historisches Gebäude                      | BW |
|                | Wohnhaus Schulstraße 10                      | Erlenbach, Schulstraße 10 (Karte)            | 18./19. Jahrhundert               | Erhaltenswertes historisches Gebäude                      | BW |
|                | Nördlicher Abschnitt Weinsberger Straße      | Erlenbach, Weinsberger Straße (Karte)        |                                   | Erhaltenswerter historischer Straßenraum                  | BW |
|                | Hausmadonna Weinsberger Straße 2             | Erlenbach, Weinsberger Straße 2 (Karte)      | 19. Jahrhundert                   | Geschützt nach § 2 DSchG                                  | BW |
|                | Hofanlage Weinsberger Straße 6               | Erlenbach, Weinsberger Straße 6 (Karte)      | 18./19. Jahrhundert               | Erhaltenswertes historisches Gebäude                      | BW |
|                | Scheune Weinsberger Straße 10                | Erlenbach, Weinsberger Straße 10 (Karte)     | 18./19. Jahrhundert               | Erhaltenswertes historisches Gebäude                      | BW |
|                | Bildstock Weinsberger Straße bei 10          | Erlenbach, Weinsberger Straße bei 10 (Karte) | 18. Jahrhundert                   | Erhaltenswertes historisches Objekt                       | BW |
|                | Weinstraße                                   | Erlenbach, Weinstraße (Karte)                |                                   | Erhaltenswerter historischer Straßenraum                  | BW |
|                | Weingärtnerhaus Weinstraße 7                 | Erlenbach, Weinstraße 7 (Karte)              | 17./18. Jahrhundert               | Erhaltenswertes historisches Gebäude                      | BW |
|                | Wohnhaus Weinstraße 9                        | Erlenbach, Weinstraße 9 (Karte)              | 17./18. Jahrhundert               | Erhaltenswertes historisches Gebäude                      | BW |
|                | Weingärtnerhaus Weinstraße 11                | Erlenbach, Weinstraße 11 (Karte)             | 15./16. Jahrhundert               | Geschützt nach § 2 DSchG                                  | BW |
|                | Hofanlage Weinstraße 14                      | Erlenbach, Weinstraße 14 (Karte)             | 1758                              | Erhaltenswertes historisches Gebäude                      | BW |
|                | Hofanlage Weinstraße 17                      | Erlenbach, Weinstraße 17 (Karte)             | 17./18. Jahrhundert               | Erhaltenswertes historisches Gebäude                      | BW |
|                | Katholisches Pfarrhaus                       | Erlenbach, Weinstraße 19 (Karte)             | 1781                              | Geschützt nach § 2 DSchG                                  |    |
|                | Hofanlage Weinstraße 21                      | Erlenbach, Weinstraße 21 (Karte)             | 16./17. Jahrhundert               | Prüffall (Sachgesamtheit)                                 | BW |
|                | Friedhof mit Ummauerung                      | Erlenbach, Weinstraße (Karte)                | 1755                              | Erhaltenswerte historische Freifläche                     | BW |
|                | Westlicher Abschnitt Weißenhofstraße         | Erlenbach, Weißenhofstraße (Karte)           |                                   | Erhaltenswerter historischer Straßenraum                  | BW |
|                | Gasthaus „Ochsen“ Weißenhofstraße 2          | Erlenbach, Weißenhofstraße 2 (Karte)         | 18. Jahrhundert                   | Erhaltenswertes historisches Gebäude                      | BW |
|                | Gasthaus „Engel“ Weißenhofstraße 4           | Erlenbach, Weißenhofstraße 4 (Karte)         | 1722                              | Prüffall                                                  | BW |
|                | Wohnhaus Weißenhofstraße 6                   | Erlenbach, Weißenhofstraße 6 (Karte)         | 17. Jahrhundert                   | Erhaltenswertes historisches Gebäude                      | BW |
|                | Gasthaus „Adler“ Weißenhofstraße 7           | Erlenbach, Weißenhofstraße 7 (Karte)         | 17./18. Jahrhundert               | Erhaltenswertes historisches Gebäude                      | BW |
|                | Wohnhaus Weißenhofstraße 14                  | Erlenbach, Weißenhofstraße 14 (Karte)        | 17. Jahrhundert                   | Erhaltenswertes historisches Gebäude                      | BW |
|                | Scheune Weißenhofstraße 16                   | Erlenbach, Weißenhofstraße 16 (Karte)        | Spätes 19. Jahrhundert            | Erhaltenswertes historisches Gebäude                      | BW |
|                | Hofanlage Weißenhofstraße 18, 20             | Erlenbach, Weißenhofstraße 18, 20 (Karte)    | 1887                              | Erhaltenswertes historisches Gebäude                      | BW |
|                | Hofanlage Weißenhofstraße 22                 | Erlenbach, Weißenhofstraße 22 (Karte)        | Spätes 19. Jahrhundert            | Erhaltenswertes historisches Gebäude                      | BW |
|                | Mittelalterlicher Ortskern                   | Erlenbach (Karte)                            |                                   | Mittelalterliche Vorgängerbauten Geschützt nach § 2 DSchG | BW |